# Zandbot
De zandbot (Scophthalmus aquosus) is een straalvinnige vis uit de familie van tarbotachtigen (Scophthalmidae) en behoort derhalve tot de orde van platvissen (Pleuronectiformes). De vis kan een lengte bereiken van 45 cm. De hoogst geregistreerde leeftijd is 7 jaar. 

## Leefomgeving
Scophthalmus aquosus is een zoutwatervis. De vis prefereert een gematigd klimaat en leeft hoofdzakelijk in de Atlantische Oceaan. De diepteverspreiding is 0 tot 45 m onder het wateroppervlak. 

## Relatie tot de mens
Scophthalmus aquosus is voor de visserij van aanzienlijk commercieel belang. In de hengelsport wordt er weinig op de vis gejaagd. 